# Save-Linie
Als Save-Linie wird in der Geologie und Geodynamik jene linienförmige geologische Störung bezeichnet, die die Julischen Alpen von den Karawanken trennt. Sie beginnt im Oberlauf der Save – im Nordwesten Sloweniens nahe dem Dreiländereck zu Österreich und Italien – und verläuft zunächst in ostsüdöstlicher Richtung. Bei Celje biegt sie jedoch steil nach Süden in Richtung der Dinariden ab.
Gegen Ende des Paläozoikums (Erdaltertum) teilte die jugoslawische Region bis zu dieser Linie die geologische Entwicklung mit dem Ostmittelmeerraum, von wo das Karbonmeer auf das Festland übergriff. Im Perm reichte das Meer genau bis zur Savelinie, was sich in Fossilien asiatischer Faunatypen der heutigen Julischen Alpen zeigt. Lokale Formationen des marinen Perm zeigen auch Verwandtschaft zu den Grödener Schichten Südtirols, wo sich südlich der Dolomiten eine ähnlich geartete Störungslinie (Valsugana-Linie) zeigt.
Insgesamt ist in diesem Ostteil Südalpen eine sehr starke Einengung erfolgt und eine große Zahl von Störungslinien festzustellen. Aus Satellitenbildern konnten 170 davon in den Nord- und 132 in den Südkarawanken lokalisiert werden. Der komplexe tektonische Bau dieser sogenannten Narbenzone ist ein Abbild der hier vermuteten plattentektonischen Subduktion, die breite Krustenteile (u. a. des Paläozoikums) in die Tiefe verschwinden ließ. Zwischen den beiden Gebirgsteilen wurde früher auch die Wurzelzone der  Nördlichen Kalkalpen vermutet, die heute eher unter der Periadriatischen Naht angenommen wird.